# Gyurmán Adolf
Gyurmán Adolf (Szászváros, 1813. április 26. – Pest, 1869. szeptember 15.) magyar újságíró, jogász, miniszteri tanácsos.

## Élete
A gimnáziumot Gyulafehérváron, a bölcseletet Kolozsváron tanulta, majd 1832-től a pesti egyetem és a Pozsonyi Akadémia jogtudományi hallgatója volt. 1835-ben a magyar magánjogból vizsgát tett. Az 1848–49-es forradalom és szabadságharc előtt munkálkodott a Hazai és Külföldi Tudósításoknál, a Jelenkornál, majd Kossuth Pesti Hírlapjánál is. A szabadságharc idejében a magyar kormány Közlöny című hivatalos folyóiratának szerkesztője lett.
Gyurmánnak nagy tekintélye volt a szabadságharc kormányférfiai előtt, amit főleg külpolitikai, történelmi és földrajzi tájékozottságával érdemelt ki. Kossuth kormánya 1849-ben miniszteri tanácsossá nevezte ki. A szabadságharc bukása után törökországi menekült lett belőle, Kossuth Lajossal és kíséretével emigrált. Kossuth Lajos emigrációjában sem nélkülözhette legfőbb külpolitikai szakértőjét, s magához kérette Kütahyába, s kísérője volt angliai, majd amerikai körútján is.
Gyurmán 1851-től New York városában élt, tökéletesen megtanult angolul, írt az angol nyelvű lapokba és szerkesztett egy német nyelvű hírlapot is, a Demokratischer Völkerbund címűt, amely az 1851 végén megszűnt Neue Newyorker Deutsche Zeitung utódja lett 1852 január 1-től. Gyurmán szót emelt az Amerikai Egyesült Államok déli államaiban uralkodó rabszolgatartás ellen, ezzel mintegy az USA belügyeibe avatkozott, s Kossuth Lajost is kínos helyzetbe hozta, akit azután a déli államokban fenntartással, olykor nyílt ellenszenvvel fogadtak. Gyurmán 1854-től Londonban élt, itt a francia, olasz és német nyelvből leckéket adott és a Times magazin munkatársa lett. 1861-től a londoni Cromwell akadémián történelmet tanított. 1863-ban megnősült és visszatért Magyarországra, ezután dolgozott a Pesti Napló és a Budapesti Közlöny szerkesztőségében. Az angol és amerikai viszonyokat igen jól ismerte és ezekkel szeretett foglalkozni. Liberális demokrata, az 1867-es kiegyezés szószólója volt. Halálát orbánc okozta.

## Művei
- Negyedik László, szomorújáték öt felvonásban. Pest, 1840 (Eredeti Játékszin 8., a Magyar Tudományos Akadémia Teleki-jutalmában részesült; cenzúrai kézirata a Magyar Nemzeti Múzeumban van.)
- Magyar szózatok. Hamburg, 1847 (A radikális párt megbízásából írta névtelenül. Tartalma: Adatok az országos védegylethez. A magyar conservativ párt és a nemzetiség. Illustrálta Bábolnai Mihály 1846. Népképviselet.)
- Hallgatásra kárhoztatva. Gyurmán Adolf kiadatlan röpirata; szerk., bev. Varga János; Magvető, Bp., 1985 (Nemzet és emlékezet)

Henrik és Vilhelmina c. háromfelvonásos szomorújátékát Gyulán 1836. május 16-án és Esztergomban november 21-én adták elő. Naplóját, levelezéseit halála előtt kevéssel elégette, pedig, mint mondják, igen sok levele volt az emigráció több tagjától; A szobrász és az Epikureus, vígjáték 3 felvonásban, 1840., Csák Máté c. színművének töredéke, ifjúkori költeményei és egy angol-magyar szótár, melyet az E betűig végezhetett el, maradt meg.
Két röpirata: Offenes Sendschreiben an den jugendlichen Herrscher Oesterreichs és Oesterreich und Ungarn csak címeik után ismeretesek; állítólag még több röpiratot is írt névtelenül.